# Today Is the Day
Today Is the Day é uma banda experimental de Noisecore formada em Nashville, Tennessee, Estados Unidos. A banda incorpora diversos elementos, tais como art rock, sludge metal, grindcore, rock acústico e rock progressivo, assim como influência de compositores avant-garde e tempos dinâmicos. Suas letras abordam depressão, misantropia, suicídio, drogas, violência e ocultismo. Devido sua mistura de hardcore punk com art rock, a banda é frequentemente chamada de artcore.

## Membros
- Steve Austin – vocal, guitarra (1992–atualmente)

Integrantes de turnê
- Tom Jack - baixo, teclados (2020–atualmente)
- Vishnu Reddy - bateria (2020–atualmente)

## Discografia
| Ano  | Título                                         | Gravadora                   | Observações                                  |
| ---- | ---------------------------------------------- | --------------------------- | -------------------------------------------- |
| 1992 | How To Win Friends And Influence People        | independente                | EP.                                          |
| 1993 | I Bent Scared                                  | Amphetamine Reptile Records | 7" EP.                                       |
| 1993 | Supernova                                      | Amphetamine Reptile Records |                                              |
| 1994 | Willpower                                      | Amphetamine Reptile Records |                                              |
| 1994 | Clusterfuck '94                                | Amphetamine Reptile Records | split com Chokebore e Guzzard.               |
| 1994 | Dope-Guns-'N-Fucking In The Streets: Volume 10 | Amphetamine Reptile Records | Split 7" com Steel Pole Bath Tub e Brainiac. |
| 1996 | Today Is The Day                               | Amphetamine Reptile Records |                                              |
| 1997 | Temple Of The Morning Star                     | Relapse Records             |                                              |
| 1997 | In These Black Days: Volume 3                  | Hydra Head                  | Split 7" com Coalesce.                       |
| 1999 | In The Eyes Of God                             | Relapse Records             |                                              |
| 2000 | Live Till You Die                              | Relapse Records             |                                              |
| 2001 | Today Is The Day/16                            | Trash Art Records           | Split                                        |
| 2001 | Today Is The Day/Metatron                      | Dark Reign Records          | Split                                        |
| 2002 | Temple Of The Morning Star Live                | Blue Blood Records          |                                              |
| 2002 | Sadness Will Prevail                           | Relapse Records             |                                              |
| 2004 | Kiss The Pig                                   | Relapse Records             |                                              |
| 2007 | Axis Of Eden                                   | Supernova Records           |                                              |
| 2011 | Pain Is A Warning                              | Black Market Activities     |                                              |